# Rally Príncipe de Asturias de 2001
El Rally Príncipe de Asturias de 2001, oficialmente 38.º Rally Príncipe de Asturias, fue la trigésimo octava edición y la novena cita de la temporada 2001 del Campeonato de España de Rally. Se celebró del 21 al 23 de septiembre y contó con un itinerario de doce tramos que sumaban un total de 152,72 km cronometrados.

## Itinerario
| Día   | Tramo | Nombre                   | Distancia | Ganador               | Líder                 |
| ----- | ----- | ------------------------ | --------- | --------------------- | --------------------- |
| Día 1 | TC1   | San Román                | 11.92 km  | Salvador Cañellas jr. | Salvador Cañellas jr. |
| Día 1 | TC2   | Torazo                   | 16.05 km  | Salvador Cañellas jr. | Salvador Cañellas jr. |
| Día 1 | TC3   | Miravalles               | 9.12 km   | Salvador Cañellas jr. | Salvador Cañellas jr. |
| Día 1 | TC4   | Oviedo-Tramo Espectáculo | 1.40 km   | Cancelado             | Salvador Cañellas jr. |
| Día 1 | TC5   | San Román                | 11.92 km  | Salvador Cañellas jr. | Salvador Cañellas jr. |
| Día 1 | TC6   | Torazo                   | 16.05 km  | Luis Monzón           | Salvador Cañellas jr. |
| Día 1 | TC7   | Miravalles               | 9.12 km   | Luis Monzón           | Salvador Cañellas jr. |
| Día 1 | TC8   | Valle del Nalón          | 21.95 km  | Luis Monzón           | Salvador Cañellas jr. |
| Día 1 | TC9   | Faya de Los Lobos        | 15.92 km  | Luis Monzón           | Luis Monzón           |
| Día 1 | TC10  | Oviedo-Tramo Espectáculo | 1.40 km   | Salvador Cañellas jr. | Luis Monzón           |
| Día 1 | TC11  | Valle del Nalón          | 21.95 km  | Luis Monzón           | Luis Monzón           |
| Día 1 | TC12  | Faya de Los Lobos        | 15.92 km  | Luis Monzón           | Luis Monzón           |

## Clasificación final
| Pos. | Piloto                | Copiloto               | Automóvil                    | Tiempo    | Diferencia |
| ---- | --------------------- | ---------------------- | ---------------------------- | --------- | ---------- |
| 1.   | Luis Monzón           | José Carlos Déniz      | Peugeot 206 WRC              | 1:49:22.0 | 0.0        |
| 2.   | Salvador Cañellas jr. | Alberto Sanchís        | SEAT Córdoba WRC Evo3        | 1:50:20.0 | +58.0      |
| 3.   | Luis Climent          | Álex Romaní            | Subaru Impreza S5 WRC '99    | 1:52:20.0 | +2:58.0    |
| 4.   | Ricardo Avero         | Carlos del Barrio      | Citroën Xsara Kit Car        | 1:53:47.0 | +4:25.0    |
| 5.   | Dani Solà             | David Moreno           | Citroën Saxo Kit Car         | 1:55:29.0 | +6:07.0    |
| 6.   | Miguel Ángel Fuster   | José Vicente Medina    | Citroën Saxo Kit Car         | 1:55:43.0 | +6:21.0    |
| 7.   | Santi Concepción      | Víctor del Rosario     | Mitsubishi Lancer Evo VI TME | 1:56:47.0 | +7:25.0    |
| 8.   | Alberto Hevia         | Raúl García            | Renault Clio Sport           | 1:57:05.0 | +7:43.0    |
| 9.   | Manuel Cabo           | Eduardo González       | Citroën Saxo Kit Car         | 1:57:32.0 | +8:10.0    |
| 10.  | Enrique García Ojeda  | Luisa Raquel Fernández | Peugeot 106 Maxi             | 1:57:53.0 | +8:31.0    |